# Mistrovství Československa v cyklokrosu 1970
Mistrovství Československa v cyklokrosu 1970 se konalo v neděli 25. ledna  1970 v Mladé Boleslavi v parku Štěpánka.
Jeden závodní okruh měřil 3 000 m a závodníci ho absolhovali celkem osmkrát. Startovalo 42 závodníků. 

## Přehled
| Poř.             | Jméno            | Čas        |
| Zlatá medaile    | Pavel Krejčí     | 1:14:11 h  |
| Stříbrná medaile | Hynek Kubíček    | + 0:30 min |
| Bronzová medaile | Jiří Murdych     | + 0:55 min |
| 4                | Kalina           | + 1:40 min |
| 5                | Vojtěch Červínek | + 1:49 min |
| 6                | Miloš Fišera     | + 2:16 min |